# Bematistes kivuensis
Bematistes kivuensis is een vlinder uit de familie van de Nymphalidae. De wetenschappelijke naam van de soort is voor het eerst gepubliceerd in 1927 door James John Joicey en George Talbot.

## Verspreiding
De soort komt voor in Congo-Kinshasa, Oeganda, Rwanda en Burundi.

## Ondersoorten
- Bematistes kivuensis kivuensis (Joicey & Talbot, 1927) (Congo-Kinshasa, Zuidwest-Oeganda, Rwanda, Burundi)
  - = Planema obliqua kivuensis Joicey & Talbot, 1927
  - = Acraea obliqua kivuensis (Joicey & Talbot, 1927)
  - = Planema elgonense toroense Poulton, 1929
- Bematistes kivuensis elgonense (Poulton, 1927) (Oeganda)
  - = Planema elgonense Poulton, 1927
  - = Acraea obliqua elgonense (Poulton, 1927)
  - = Acraea kivuensis elgonense (Poulton, 1927)